# 迷惑でしょうが…
音楽ユニット軟硬天師によって「老人院」のタイトルで広東語でカバーされ、ジャッキー・チェン主演の映画『シティーハンター』の挿入歌として使用された。
「迷惑でしょうが…」（めいわくでしょうが）は、1987年4月5日に発売されたとんねるず11枚目のシングル。

## 概要
アルバム『キャニオン初』バージョンでは萩原健一のものまねをしながら歌っている。シングル化に際し再録音をした。また、「前略…」から始まる石橋貴明のセリフがアルバムとは多少の変更がなされている。2番の歌詞に八代亜紀が登場する。
作曲・編曲を担当した後藤次利のアイデアで、レコーディング参加ミュージシャンがパートチェンジし、本来と違う楽器を演奏。ギタリストの今剛がドラム、ドラマーの山木秀夫がベース、ベーシストの後藤がギターを担当した。

## 収録曲
1. 迷惑でしょうが…
  - 作詞：秋元康／作曲・編曲：後藤次利
2. 雪どけ川
  - 作詞：秋元康／作曲：後藤次利／編曲：高田弘

## カバー
- 五木ひろし - アルバム『追憶 ベストコレクション』（1987年）に収録。
- 神野美伽 - アルバム『夢のカタチ』（2018年）に収録。演奏は後藤次利のベースのみ、台詞は俳優の國村隼。